# Гвардійський екіпаж

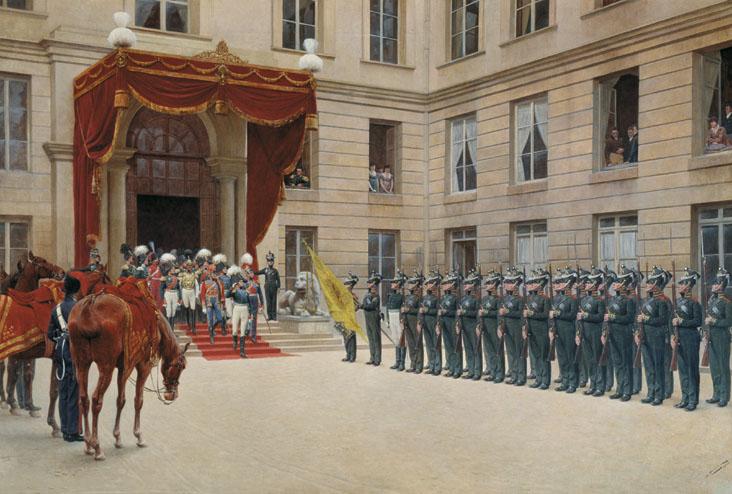
Гвардійський екіпаж у Парижі біля палацу Талейрана. 1814 рік. Розен І.С. 1911

Гварді́йський екіпа́ж — військово-морська частина російської імператорської гвардії.

## Історія
Прообразом Гвардійського екіпажу була створена Петром I ще в 1710 році придворна команда веслувальників, що займалася обслуговуванням плавучих засобів імператорського двору. З середини XVIII століття існували команда придворних веслярів палацового відомства і екіпажі придворних яхт, які в 1797 році були об'єднані і віддані в підпорядкування Адміралтейств-колегії. З цих частин 16 лютого 1810 року сформований Морський гвардійський екіпаж з чотирьох (згодом восьми) рот, артилерійського відділення з двома польовими гарматами, нестройової ластової роти та оркестру. Одним з учасників його створення був ад'ютант Великого князя Костянтина Павловича капітан-лейтенант П. Колзаков. Гвардійському екіпажу була присвоєна особлива форма одягу. Особовий склад екіпажу ніс службу на імператорських яхтах, стояв на варті, притягувався до парадів, інших торжеств.
16 лютого 1860 року старшинство частини встановлено з 16 лютого 1710 року і до прапора додана Андріївська ювілейна стрічка. В ознаменування 200-річчя в 1910 році екіпажу подарований новий прапор. Всьому особовому складу присвоєно носіння нагрудного Кульмського ювілейного знака.
Гвардійський екіпаж був сформований в районі Галерної гавані, в 1811 році переведений в Литовський замок, в 1819 році — у Морські казарми на Екатерінгофському проспекті (нині проспект Римського-Корсакова, 22). До початку XX століття казарми Гвардійського екіпажу займали ділянку між Екатерінгофським проспектом, Єкатерининським (нині Грибоєдова) каналом і Крюковим каналом. Храмом Гвардійського екіпажу був Нікольський морський собор, в сквері якого в травні 1908 року відкрито пам'ятник морякам-гвардійцям, загиблим в Цусімський морській битві (архітектор Я. І. Філотій).
Останнім командиром екіпажу був контрадмірал великий князь Кирило Володимирович. Під час Лютневої революції він привів моряків у Таврійський палац і передав екіпаж у розпорядження Державної Думи. У березні 1918 року Гвардійський екіпаж був розформований.

## Участь у бойових діях
Бойове хрещення гвардійські моряки отримали у Вітчизняну війну 1812 року, виконуючи переважно функції інженерних військ. Перший бій екіпаж провів 4 серпня 1812 року під Смоленськом, захищаючи міст через Дніпро від атак французької кавалерії. Під час Бородинської битви 26 серпня 1812 року частина екіпажу забезпечувала переправу російських військ через річку Колоч. У штиковому бою моряки разом з єгерями майже повністю знищили 106-й французький полк дивізії генерала Дельсона. Інша частина екіпажу перебували в резерві на правому фланзі битви.

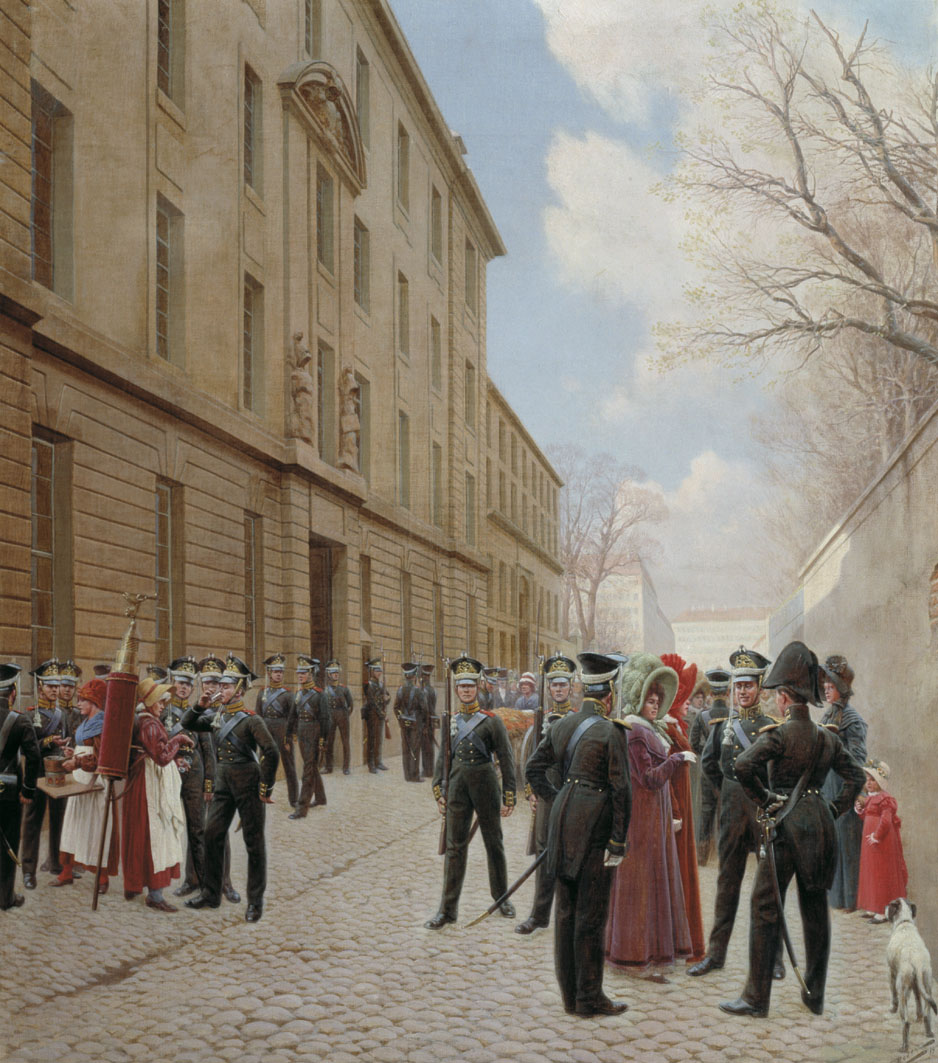
Гвардійський екіпаж на вулицях Парижа. 1814 рік. Розен І. С. 1911

З боями моряки Гвардійського екіпажу пройшли Росію, Польщу, Німеччину та Францію. Відзначилися 9 травня 1813 року під Бауценом, але особливо вони відзначилися 17 серпня 1813 року в битві під Кульмом. У складі 1-ї Гвардійської дивізії генерала Єрмолова моряки під командуванням графа Олександра Остерман-Толстого в жорстокій сутичці перегородили шлях французькому корпусу маршала Вандама, чим врятували армію союзників, що відходила від Дрездена. У цій битві Гвардійський екіпаж втратив убитими і пораненими 70 % офіцерського складу і понад 30 % рядових. За стійкість у битві під Кульмом Гвардійський екіпаж був нагороджений Георгіївським прапором. Закінчили моряки-гвардійці цю війну в Парижі. Моряки, що найбільше відзначилися, стояли у почесній варті біля палацу Талейрана під час підписання Паризького мирного договору. Екіпаж брав участь у російсько-турецьких війнах 1828—1829 і 1877—1878 років, в придушенні Польського повстання 1830—1831, Російсько-японській війні 1904—1905. Моряки-гвардійці були і в складі екіпажів кораблів російського флоту, що відправлялися у навколосвітні плавання.

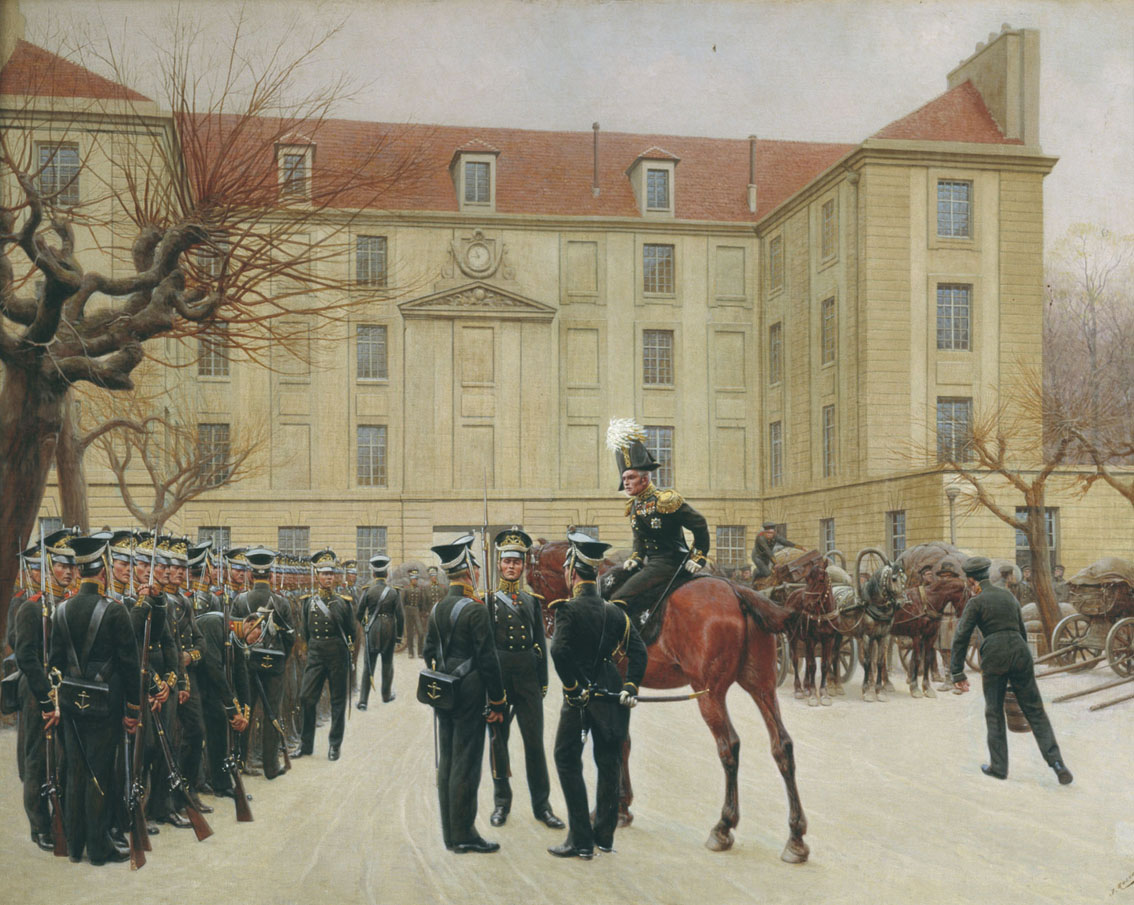
Гвардійський екіпаж у Парижі. 1814 рік. Розен І. С. 1911

На початку Першої світової війни 1914—1918 років екіпаж був розгорнутий у 1-й та 2-й окремі батальйони: 1-й був відправлений у Новогеоргієвську фортеця, а 2-й до Варшави. Моряки-гвардійці також укомплектували екіпаж крейсера «Варяг», повернутого Японією, який здійснив перехід із Владивостока до Мурманська Південним морським шляхом.

## Участь у повстанні декабристів
В 1824 році в Гвардійському морському екіпажі утворилося самостійне таємне товариство, що збігалося за своєю ідеологією з декабристськими товариствами. Активними учасниками товариства були Арбузов Антон Петрович, Бєляєв Олександр Петрович та його брат Петро, Бодіско Борис Андрійович та Михайло Бодіско, Михайло Кюхельбекер, Епафродіт Мусін-Пушкін. Товариство Гвардійського екіпажу приєдналося до Північного товариства за кілька днів до 14 грудня і разом з ним брало участь у повстанні на Сенатській площі. 14 грудня 1825 року на площу перед будівлею Сенату разом з солдатами Московського і Гренадерського полків вийшли моряки Гвардійського флотського екіпажу під керівництвом Арбузова і Миколи Бестужева, представника Північного товариства. На площі опинилися 18 молодих офіцерів екіпажу і близько 1000 матросів. Після придушення повстання більшість офіцерів були засуджені на каторжні роботи або направлені на віддалені флотилії, частина матросів заслана на Кавказ.

## Члени імператорської родини, що були зараховані до екіпажу
До Гвардійського екіпажу були зараховані імператор Микола II, імператриця Марія Федорівна, цесаревич Олексій, великі князі Михайло Олександрович, Кирило Володимирович (контрадмірал, останній командир екіпажу), Костянтин Костянтинович, Дмитро Костянтинович, Олександр Михайлович.

## Шефи
Шеф й або почесні командири:
- 22 серпня 1831 — 13 січня 1892 — Його Імператорська Високість Великий князь Костянтин Миколайович;
- 22 липня 1892 — 2 березня 1917 — Її Імператорська Величність Государиня Імператриця Марія Федорівна.

## Командири
- 16 лютого 1810 — 27 січня 1825 — капітан 2-го рангу (згодом контрадмірал) Карцов Іван Петрович
- 31 січня 1825 — 27 жовтня 1826 — капітан 1-го рангу Качалов Петро Федорович
- 10 червня 1826 — 6 грудня 1830 — контрадмірал Беллінсгаузен Фадей Фадейович
- 06 грудня 1830 — 2 жовтня 1835 — контрадмірал Шішмарев Гліб Семенович
- 20 листопада 1835 — 26 листопада 1847 — контрадмірал Казін Микола Глібович
- 23 листопада 1847 — 2 грудня 1857 — контрадмірал Мофест Самуїл Іванович
- 2 грудня 1857 — 14 травня 1866 — Свити контрадмірал Аркас Микола Андрійович
- 11.04 1866 — 8 квітня 1873 — генерал-ад'ютант, віцеадмірал Перелішін Павло Олександрович
- 8 квітня 1873 — 22 червня 1873 — контрадмірал Фалк Петро Васильович
- 26 червня 1873 — 27 травня 1881 — великий князь Олексій Олександрович
- 03 серпня 1881 — 1 січня 1886 — Свити контрадмірал Головачов Дмитро Захарович
- 1 січня 1886 — 11 листопада 1895 — контрадмірал Наваховіч Микола Олександрович
- 17 листопада 1895 — 24 вересня 1899 — Свити контрадмірал, князь Шаховський Яків Іванович
- 29 листопада 1899 — 20 січня 1903 — контрадмірал Абаза Олексій Михайлович
- 06 квітня 1903 — 21 квітня 1908 — контрадмірал Нілов Костянтин Дмитрович
- 21 квітня 1908 — 16 березня 1915 — контрадмірал Толстой Микола Михайлович
- 16 березня 1915 — 4 березня 1917 — Свити контрадмірал, Великий князь Кирило Володимирович

## Відзнаки
- Георгіївський прапор з написом «За надані подвиги в битві 17 серпня 1813 року при Кульмі» з ювілейної Андріївською стрічкою. Спершу напис був «при Тепліці»;
- Георгіївські стрічки на безкозирках у нижніх чинів;
- Георгіївські ріжки в 1-й роті «За переправу через Дунай у Зімніці 15 червня 1877 року», в інших ротах «За відзнаку в Турецьку війну 1877 і 1878 років».

## Прапор
У 1813 році Гвардійський екіпаж отримав нові прапори з жовтими хрестом та кутами. 

## Однострій

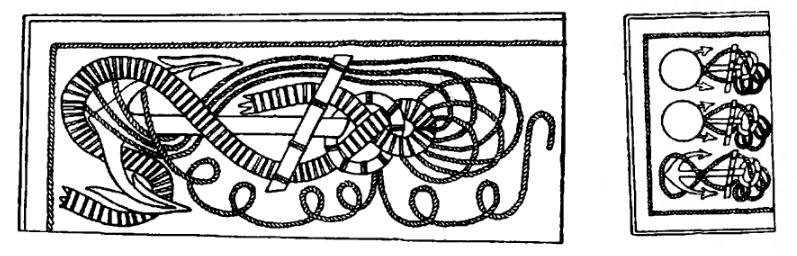
Шиття на комірі та клапанах обшлагів офіцерів Гвардійського екіпажу (1812 рік)

### Франко-російська війна 1812 року
Однострої Гвардійського екіпажу були флотські, з відмінностями, притаманними Гвардії. Стройові нижні чини носили куртку. По типу мундирів морських полків (темно-зелені з білою облямівкою по коміру, обшлагам та клапанам), але без фалд. Погони були гвардійські, червоні без цифр. На комірі та клапанах були жовті гвардійські петлиці з жовтим металевим прибором. Штани були широкі: літні — білі, зимні — темно-зелені.
Ківери були гвардійські піхотні, але з орлом та з якорями, який використовували у гвардійському екіпажі. Репейок був темно-зелений, а етишкет — білий. Амуніція була чорна, єгерська.
Крім того, була також робоча форма, яка складалася з матроської куртки, та білих з синіми смугами панталонів, а також чорного капелюха з полями. Пошив курток був відповідний мундиру. Але без погон.
В артилерійських командах, коміри та обшлаги були чорними, замість темно-зелених, етишкети та репейки на ківерах червоні, герб на ківерах мав гармати.
Офіцери мали мундир, піхотного зразка, аналогічного офіцерам морських полків, але з шиттям особливого виду на комірі, обшлагах та обшлагових клапанах, загальногвардійські золоті еполети. Також офіцери, мали віц-мундир, на яких замість шиття, були прямі золоті петлиці.